# Dioses arquetípicos

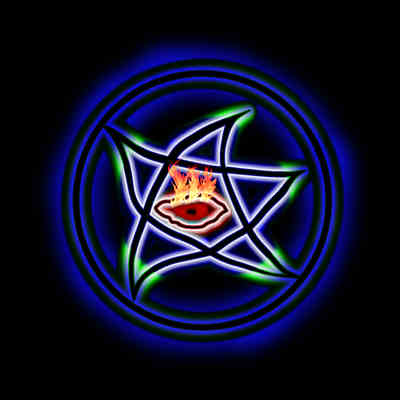
Elder Sign.

Los Dioses Arquetípicos son deidades de la mitología lovecraftiana en los Mitos de Cthulhu. Son los dioses opuestos a los Dioses Primigenios, lo que les ha concedido la visión de "dioses buenos". Sin embargo, la actitud real de los Dioses Arquetípicos es la de deidades por encima de los valores humanos, y para los cuales, la especie humana apenas tiene más importancia que el más sencillo de los insectos.
Aunque Lovecraft jamás planteó un conflicto entre el bien y el mal en sus historias, sí hizo mención a algunos de estos dioses que se enfrentan a las hordas de los Dioses Primigenios. Algunos de estos dioses son Nodens, Hypnos o Bast.

## Dioses arquetípicos

### Bast
Diosa de los gatos. Aparece con forma femenina pero con cabeza de una felina.

### Hypnos
Señor del sueño. Su apariencia es desconocida.

### Kthanid
Creado por Brian Lumley. Parece ser el hermano de Cthulhu. Su forma es como la de su hermano, pero con ojos de color dorado. Vive en la cueva de cristal de Elysia.
Se dice que es tan benigno como su hermano es maligno. Sin embargo, esto es debatible, debido al no dualismo de los Mitos de Cthulhu, por lo que se le llamaría "bueno" solo por ser el adversario de Cthulhu.
"Porque el ser al que de repente se encontró mirando era una forma de horror primordial, la forma blasfema del propio Cthulhu excepto que no era Cthulhu sino Kthanid, y donde el uno era negro como los pozos del infierno el otro brillaba con la luz de las estrellas... Puesto que esta gran criatura, enjoyada y brillante como si estuviera recubierta de polvo de diamante, miraba por el salón a través de enormes ojos que brillaban como oro fundido."

### Nodens
Señor del Gran Abismo. Toma la apariencia de un ser humano masculino, con barba, montado en una concha marina tirada por varias bestias legendarias.

### N'tse-Kaambl
(Aquella cuyo esplendor causa la destrucción de los mundos) es una creación de Gary Myers y aparece en The House of the Worm. Tiene la apariencia de una muchacha bella con un escudo y una lanza. Es una deidad menor.

### Ulthar
Ulthar (o Uldar) tiene la misión de vigilar a los Dioses Primigenios en la Tierra.

### Vordavoss
(Aquel que arde, Señor de los espacios universales, El perturbador de las arenas) parece un ser encapuchado, con ojos ardientes y cubierto por llamas verdes.

### Yad-Thaddag
Yad-Thaddag aparentemente es el dios equivalente a Yog-Sothoth.
- Datos: Q621460